# Dybensgade
Dybensgade er en lille gade i Indre By i København, der løber mellem Asylgade i øst og  Admiralgade i syd.

## Navn
Dybensgade har navn efter det farvand, som i middelalderen adskilte Bremerholm og byen København. Under Grevens Fejde blev farvandet i 1536 blokeret ved hjælp af sænkede skibe, og i årene efter helt opfyldt. Gaden, der opstod, fik navnet Delfingade, da gaderne i området fik navn efter havdyr, så som Laksegade, Hummergade og Ulkegade (sidstnævnte senere omdøbt til Holmensgade, og er nu forsvundet). Strækningen blev imidlertid stadigvæk omtalt som "Dybet", og i 1659 fik Dybensgade sit nuværende navn.

## Historie
I området blev der opført en række boliger (kaldet "boder") for flådens søfolk. Da Christian 4. byggede Nyboder til flådens folk, blev de ældre boder omdøbt til "Gammelboder". I 1700-tallet var Dybensgade i lighed med den nu forsvundne Holmensgade præget af bordeller og værtshuse. I 1772 lå der i Dybensgade hele tolv bordeller. Bordeldrift var den gang helt legalt, og det var i Dybensgade og Holmensgade, man fandt de yngste og kønneste prostituerede. De var også de dyreste, og boede som regel privat indkvarteret.